# 15273 Ruhmkorff
15273 Ruhmkorff este un asteroid din centura principală de asteroizi.

## Descriere
15273 Ruhmkorff este un asteroid din centura principală de asteroizi. A fost descoperit pe 8 aprilie 1991 la Observatorul La Silla de Eric Walter Elst. Asteroidul prezintă o orbită caracterizată de o semiaxă mare de 2,60 ua, o excentricitate de 0,15 și o înclinație de 12,1° în raport cu ecliptica.